# Wetlands (журнал)
Wetlands — англомовний науковий міждисциплінарний журнал. Основний напрямок — дослідження водно-болотяних угідь: біологія, екологія і гідрологія, хімічний склад води, вивчення ґрунту і осадового шару, управління і природоохоронне законодавство. Журнал видається 6 разів на рік
Публікується видавництвом Springer Science у співпраці з Business Media B.V. Рівень цитування за Science Citation Index Імпакт-фактор = 1,572 (2014).

## ISSN
- ISSN 0921-2973 (друковане видання)
- ISSN 1572-9761 (електронне видання)